# リビング・ウィル
リビング・ウィル（英語: living will）とは、自己判断が不可状態となった際の希望内容を事前に記しておいた書類、特に医師に対する治療中止依頼書類。「書面による生前の意思表示」、生前遺言書、事前指示書（Advance healthcare directive, personal directive, advance directive, medical directive、advance decision）ともいう。

直訳は「生前の意思」という意味の英語。生前に行われる尊厳死に対してであれば「尊厳死の権利を主張して、延命治療の打ち切りを希望する」などといった意思表示のこと。またそれを記録した「遺言書」などのこと。インフォームド・コンセントの浸透とともに、このような考え方が広まってきた。ほかに葬儀の方法や、臓器提供の可否などがリビング・ウィルの対象として論じられることが多い。
自然死（尊厳死）を望む場合であれば死に直面した患者が、自らの意志で延命治療を拒み、死を迎えようとする考え方。その場合に「苦痛を取り除くことを目的とする安楽死に対して、無理な延命措置により患者の尊厳が損なわれるのを避ける」ことが尊厳死の目的である場合もある。

## POLST
POLST（Physician Orders for Life Sustaining Treatment, ポルスト） とは、米国で普及しつつある「生命維持治療に関する医師指示書」である。

## 日本の状況
1994年に日本学術会議は、尊厳死容認のために、
1. 医学的にみて、患者が回復不能の状態に陥っていること。
2. 意思能力のある状態で、患者が尊厳死の希望を明らかにしているか、患者の意思を確認できない場合、近親者など信頼しうる人の証言に基づくこと。
3. 延命医療中止は、担当医が行うこと。

以上の3つを条件としてあげている。
しかし、この内容に関しても、議論は続いている。1998年、宗教的理由から輸血拒否の意思を明らかにしていた「エホバの証人」のガン患者の意思に反して医師があえて輸血したという事案において、東京高等裁判所が患者の同意を必要とし、これは「各個人が有する自己の人生のあり方（ライフスタイル）は自らが決定することができるという自己決定権に由来するもの」で、「いわゆる尊厳死を選択する自由」も認められるべきものと説いたことは、大きな反響を呼んだ。
リビング・ウィルの擁護団体として、公益財団法人日本尊厳死協会がある。

## アメリカの状況
2022年に、ハーバード大学医学部は、リビングウィルは実際には人間の願望を反映していないという主題に関する記事も書いた。